# لايتون أوبراين
لايتون أوبراين (بالإنجليزية: Leighton O'Brien)‏ هو مدرب كرة قدم ولاعب كرة قدم أمريكي في مركز الوسط، ولد في 14 مارس 1976 في تاكوما في الولايات المتحدة. لعب مع إمباكت مونتريال وريال سالت ليك وسان خوسيه إيرثكويكس وميلواكي وايف.

## وصلات خارجية
- لايتون أوبراين على موقع الدوري الأمريكي (الإنجليزية)
- لايتون أوبراين على موقع إي إس بي إن إف سي (الإنجليزية)
- لايتون أوبراين على موقع قاعدة بيانات كرة القدم.إي يو (الإنجليزية)
- لايتون أوبراين على موقع عالم كرة القدم.نت (الإنجليزية)